# Erchia
Erchia (en grec ancien Ἐρχιά) est un dème de l’Athènes antique, situé au sud de l'actuelle localité de Spata. Xénophon et Isocrate y sont nés. À la fin du Ve siècle av. J.-C., Alcibiade y avait une grande propriété.